# Elezioni parlamentari in Bulgaria del giugno 2024
Le elezioni parlamentari in Bulgaria del giugno 2024 si sono tenute il 9 giugno, per la prima volta contestualmente alle elezioni europee, per il rinnovo dell'Assemblea Nazionale, il parlamento del paese.
Esse, le seste in tre anni, sono state indette in anticipo rispetto alla naturale scadenza della legislatura, prevista per il 2027, in seguito all’ennesimo fallimento delle trattative, successivamente alle dimissioni del Governo Denkov, per la costituzione di un nuovo esecutivo, portando così nuovamente il paese in una ormai cronica condizione di instabilità politica e divergenza.
Le elezioni hanno visto, ancora una volta, la vittoria del partito “Cittadini per lo Sviluppo Europeo della Bulgaria” (GERB) che, con 68 seggi, si è confermato il partito egemone in Assemblea, seppur con una lieve flessione. In aggiunta a ciò, la tornata ha anche visto un forte aumento di consensi per il Movimento per i Diritti e le Libertà (DPS/HÖH) che, giunto secondo con 45 seggi, ha scavalcato la coalizione filo-europeista “Continuiamo il cambiamento – Bulgaria Democratica” (PP-DB), giunta terza poiché vittima di una forte crisi di consenso, con appena 39 seggi. Degno di nota, infine, è il consolidamento del partito nazionalista e filo-russo “Rinascita” (V), giunto quarto con 38 seggi, il continuato calo del Partito Socialista Bulgaro (BSP), che ha ottenuto solo 19 seggi, la rinnovata crescita del partito “C'è un Popolo come Questo” (ITN), che ha visto attribuitigli 16 seggi, ed infine l’ascesa, con ben 13 seggi, di un nuovo partito, “Grandezza (VEL)”. La tornata, tuttavia, non ha ancora una volta prodotto una chiara maggioranza, anche grazie al forte astensionismo.

## Sistema elettorale
Per le elezioni parlamentari, la legge elettorale bulgara prevede l’applicazione di un sistema proporzionale a lista aperta, con la possibilità di esprimere voti di preferenza, in 32 collegi elettorali plurinominali (compreso uno, denominato "Estero", per i cittadini all’estero), il cui peso politico può variare da 4 a 19 seggi.
In aggiunta, è prevista una soglia di sbarramento al 4%, sebbene quest’ultima sia calcolata utilizzando solo i voti validi per i partiti e i candidati indipendenti, e dunque non il totale dei voti validi (che includerebbero le preferenze per "Nessuno dei voti di cui sopra", scelta ammissibile nel paese), portando così alla possibilità che un partito vinca seggi anche se nominalmente al di sotto di tale soglia.
Le preferenze, infine, sono convertite in seggi secondo il metodo del quoziente e dei più alti resti.

## Contesto precedente

### Situazione politica
Le precedenti elezioni, tenutesi nell'aprile 2023, avevano confermato l'estrema frammentazione del panorama politico bulgaro: a prevalere era stato il partito conservatore GERB dell'ex Primo ministro Bojko Borisov, seguito dalla coalizione tra il partito Continuiamo il Cambiamento, liberale e anti-corruzione e l'alleanza Bulgaria Democratica, di centro-destra. Al terzo posto si posizionò il partito nazionalista e russofilo Rinascita, di estrema destra, seguito dai turco-liberali del DPS, dal Partito Socialista Bulgaro e dai populisti euroscettici di C'è un Popolo come Questo..
Dopo le votazioni (ma anche prima), tuttavia, molti analisti commentarono che sarebbe stato difficile formare una maggioranza stabile: difatti, le prime due forze, GERB e PP-DB, nonostante la comune vocazione europeista, divergevano su molti temi, ed erano rivali, vista la reputazione dei conservatori di Borisov, accusati di corruzione e vicinanza alla criminalità organizzata. Contemporaneamente, neanche le forze euroscettiche avevano abbastanza seggi per poter formare un esecutivo, così come GERB e DPS, considerati molto vicini. 
In questo contesto, dunque, il primo mandato esplorativo fu assegnato alla Commissaria europea, Marija Gabriel, in forza al GERB; nonostante l'ottimismo iniziale sulla formazione di un governo di esperti che portasse avanti le leggi sul bilancio statale e la riforma della giustizia, il 22 maggio consegnò al presidente una cartella vuota, annunciando di non aver trovato appoggio per un esecutivo. Il secondo mandato fu quindi assegnato ai liberali di PP-DB, e al candidato premier Nikolaj Denkov, ex Ministro dell'istruzione e della scienza. Alla fine, dopo lunghe trattative con GERB, la coalizione annunciò di aver trovato un accordo per un governo di rotazione: Denkov sarebbe rimasto Primo ministro per nove mesi, e Gabriel gli sarebbe subentrata per altri nove.
Il governo Denkov ebbe dunque successo nell'approvazione del bilancio per il 2024, così come nelle riforme costituzionali volte a inibire il potere del Presidente in caso di crisi politica e riformare l'apparato giudiziario. Ciononostante, le tensioni tra i partiti al governo minarono la stabilità della coalizione; le riforme furono completate grazie ai voti del partito della minoranza turca DPS, vicino al GERB e criticato dai liberali per la reputazione del suo leader, l'oligarca Delyan Peevski, sanzionato per corruzione dagli Stati Uniti ai sensi della legge "Magnitsky".
A marzo 2024, infine, dopo nove mesi, Denkov annunciò le sue dimissioni, innescando così il processo di rotazione con Gabriel. Per via di scontri accesi sulla composizione del governo in pectore, che vedeva i due schieramenti in contrasto sul cambio o meno di alcune figure ministeriali, i negoziati furono dichiarati falliti. Sorprendentemente però, alla riconsegna del mandato, Gabriel annunciò una lista di ministri al presidente Radev. La sera stessa un comunicato del PP-DB dichiarò che la lista era stata stilata senza il loro consenso, e che non l'avrebbero supportata. Il secondo e il terzo mandato furono inadempiuti e fu nominato un governo provvisorio, per condurre il paese alle elezioni. A presiederlo fu designato Dimităr Glavčev, presidente della Corte dei Conti, ex parlamentare del GERB.

### Parlamento uscente
| Nome                                                    | Sigla    | Leader              | Leader | Ideologia                                                                          | Seggi    |
| ------------------------------------------------------- | -------- | ------------------- | ------ | ---------------------------------------------------------------------------------- | -------- |
| Cittadini per lo Sviluppo Europeo della Bulgaria (GERB) | GERB-SDS | Boyko Borisov       |        | Conservatorismo, Europeismo, Populismo                                             | 69 / 240 |
| Unione delle Forze Democratiche (SDS)                   | GERB-SDS | Boyko Borisov       |        | Conservatorismo, Europeismo, Populismo                                             | 69 / 240 |
| Continuiamo il Cambiamento (PP)                         | PP-DB    | Kiril Petkov        |        | Liberalismo, Europeismo, Anti-corruzione                                           | 67 / 240 |
| Bulgaria Democratica (DB)                               | PP-DB    | Kiril Petkov        |        | Liberalismo, Europeismo, Anti-corruzione                                           | 67 / 240 |
| Rinascita                                               | V        | Kostadin Kostadinov |        | Nazionalismo, Conservatorismo sociale, Euroscetticismo, Russofilia                 | 37 / 240 |
| Movimento per i Diritti e le Libertà                    | DPS      | Delyan Peevski      |        | Liberalismo, Interessi della minoranza turca, Populismo                            | 36 / 240 |
| Partito Socialista Bulgaro per la Bulgaria              | BSPzB    | Kornelija Ninova    |        | Socialismo democratico, Conservatorismo sociale Correnti: Russofilia ed Europeismo | 23 / 240 |
| C'è un Popolo come Questo                               | ITN      | Slavi Trifonov      |        | Populismo, Democrazia diretta, Euroscetticismo                                     | 11 / 240 |

## Risultati
| Cittadini per lo Sviluppo Europeo della Bulgaria - Unione delle Forze Democratiche (GERB-SDS) | 530 602   | 24,70 | 68  |  |  |  |
| Movimento per i Diritti e le Libertà (DPS)                                                    | 366 562   | 17,07 | 47  |  |  |  |
| PP-DB (PP-DB)                                                                                 | 307 848   | 14,33 | 39  |  |  |  |
| Rinascita (V)                                                                                 | 295 915   | 13,78 | 38  |  |  |  |
| BSP per la Bulgaria (BSP - Ekoglasnost - Politicheski klub "Trakiya")                         | 151 557   | 7,06  | 19  |  |  |  |
| C'è un Popolo come Questo (ITN)                                                               | 127 986   | 5,96  | 16  |  |  |  |
| Grandezza (VEL)                                                                               | 99 852    | 4,65  | 13  |  |  |  |
| Altri (<2,90%)                                                                                | 267 543   | 12,46 | –   |  |  |  |
| Totale                                                                                        | 2 147 865 | 100   | 240 |  |  |  |
|                                                                                               |           |       |     |  |  |  |
| Voti non validi                                                                               | 120 779   | 5,32  |     |  |  |  |
| Votanti                                                                                       | 2 268 644 | 34,41 |     |  |  |  |
| Elettori                                                                                      | 6 593 275 |       |     |  |  |  |

Nota: La sezione “voti non validi” comprende, oltre alle classiche schede bianche - nulle - rigettate, anche i voti (63.911 - 2,89%) per l’opzione “Nessuno dei precedenti” che, in Bulgaria, è possibile spuntare. Le schede nulle in senso proprio sono invece state 56.868 (2,43%).
| Riepilogo dei voti (+/- elezioni 2023)                                             | Riepilogo dei voti (+/- elezioni 2023)                                             | Riepilogo dei voti (+/- elezioni 2023)                                             | Riepilogo dei voti (+/- elezioni 2023) | Riepilogo dei voti (+/- elezioni 2023) | Riepilogo dei voti (+/- elezioni 2023) | Riepilogo dei voti (+/- elezioni 2023) |
| ---------------------------------------------------------------------------------- | ---------------------------------------------------------------------------------- | ---------------------------------------------------------------------------------- | -------------------------------------- | -------------------------------------- | -------------------------------------- | -------------------------------------- |
| Cittadini per lo Sviluppo Europeo della Bulgaria - Unione delle Forze Democratiche | Cittadini per lo Sviluppo Europeo della Bulgaria - Unione delle Forze Democratiche | Cittadini per lo Sviluppo Europeo della Bulgaria - Unione delle Forze Democratiche |                                        |                                        | 24,70%                                 | ▼ 0,69                                 |
| Movimento per i Diritti e le Libertà                                               | Movimento per i Diritti e le Libertà                                               | Movimento per i Diritti e le Libertà                                               |                                        |                                        | 17,07%                                 | ▲ 3,89                                 |
| Continuiamo il cambiamento – Bulgaria Democratica                                  | Continuiamo il cambiamento – Bulgaria Democratica                                  | Continuiamo il cambiamento – Bulgaria Democratica                                  |                                        |                                        | 14,33%                                 | ▼ 9,21                                 |
| Rinascita                                                                          | Rinascita                                                                          | Rinascita                                                                          |                                        |                                        | 13,78%                                 | ▲ 0,30                                 |
| Partito Socialista Bulgaro                                                         | Partito Socialista Bulgaro                                                         | Partito Socialista Bulgaro                                                         |                                        |                                        | 7,06%                                  | ▼ 1,50                                 |
| C'è un Popolo come Questo                                                          | C'è un Popolo come Questo                                                          | C'è un Popolo come Questo                                                          |                                        |                                        | 5,79%                                  | ▲ 2,02                                 |
| Grandezza                                                                          | Grandezza                                                                          | Grandezza                                                                          |                                        |                                        | 4,65%                                  | Nuovo                                  |
| Altri <2,90%                                                                       | Altri <2,90%                                                                       | Altri <2,90%                                                                       |                                        |                                        | 12,46%                                 |                                        |
| Riepilogo dei seggi (+/- elezioni 2023)                                            |                                                                                    |                                                                                    |                                        |                                        |                                        |                                        |
|                                                                                    |                                                                                    |                                                                                    |                                        |                                        |                                        |                                        |
| BSP                                                                                | 19                                                                                 | ▼ 4                                                                                |                                        | DPS                                    | 47                                     | ▲ 11                                   |
| PP-DB                                                                              | 39                                                                                 | ▼ 25                                                                               |                                        | ITN                                    | 16                                     | ▲ 5                                    |
| GERB-SDS                                                                           | 68                                                                                 | ▼ 1                                                                                |                                        | VEL                                    | 13                                     | Nuovo                                  |
| V                                                                                  | 38                                                                                 | ▲ 1                                                                                |                                        |                                        |                                        |                                        |